# Zbór Kościoła Adwentystów Dnia Siódmego w Kielcach
Zbór Kościoła Adwentystów Dnia Siódmego w Kielcach – zbór adwentystyczny w Kielcach, należący do okręgu Krakowskiego diecezji południowej Kościoła Adwentystów Dnia Siódmego w RP.
Pastorem zboru jest Dariusz Lazar. Nabożeństwa odbywają się w kościele przy ul. Kąpielowej 3 każdej soboty o godz. 9.30.